# Rundfunk-Sinfonieorchester Berlin
Le Rundfunk-Sinfonieorchester Berlin est un orchestre symphonique berlinois fondé en 1923, basé à Berlin-Est durant la partition de la ville. L'orchestre s'est fait une spécialité de la musique du XXe siècle.

## Historique
L'orchestre est issu de l'ensemble ayant participé à la première retransmission musicale le 29 octobre 1923 à 20 heures par la Funk-Stunde Berlin. Cet ensemble était initialement constitué uniquement de musiciens individuels venus de tous horizons. Un orchestre symphonique a été réellement constitué au printemps 1925. La Mitteldeutsche Rundfunk AG (MIRAG) a aussi commencé à diffuser des émissions musicales le 17 octobre 1924 avec le MDR Sinfonieorchester créé neuf mois après l'ensemble précédent.
Les musiques de toutes les époques du pré-classique à la musique moderne font partie du répertoire symphonique de l'orchestre. Un accent particulier est mis sur les œuvres du XXe siècle.
Entre 2010 et 2013, pour le 200e anniversaire de la naissance de Richard Wagner, la RSB dirigé par Marek Janowski, a joué en concert les dix plus grandes œuvres scéniques de Wagner à la Philharmonie de Berlin, y compris la Tétralogie complète.
À la fin de 2009, il a été élaboré un plan pour le début de la saison 2011/2012 afin d'incorporer le Deutsche Symphonie-Orchester Berlin au Rundfunk-Sinfonieorchester Berlin. Le chef d'orchestre principal de l'orchestre devait rester Janowski. En raison de la grande opposition manifestée par le monde politique, les membres de l'orchestre et le public du Deutsches Symphonie-Orchester Berlin, ce plan a été rejeté.

## Direction
- Bruno Seidler-Winkler (1926–1932)
- Eugen Jochum (1932–1934)
- Sergiu Celibidache (1945–1946)
- Hermann Abendroth (1953–1956)
- Rolf Kleinert (1959–1973)
- Heinz Rögner (1973–1993)
- Rafael Frühbeck de Burgos (1994–2000)
- Marek Janowski (2002–2015)
- Vladimir Jurowski (depuis 2017)